# Lactantius

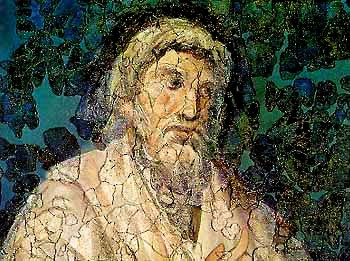
Waarschijnlijk portret van Lactantius op een muurschildering uit de vierde eeuw.

Lucius Cae(ci)lius Firmianus Lactantius (ca. 240 (Africa) - ca. 320 (Augusta Treverorum, nu Trier)) was een vroegchristelijke apologeet. Zijn Divinae institutiones, "Goddelijke onderwijzingen" was een klassiek vormgegeven filosofische refutatie van de anti-christendom traktaten uit het begin van de 4e eeuw en de eerste systematische Latijnse benadering van het christelijke leven.

## Opvattingen
Lactantius verzette zich in geschriften tegen de Romeinse tetrarchie en het religieuze systeem dat de vier keizers vooropstelden. Hij stelde ten onrechte dat de Vierkeizerregering een verviervoudiging van het regeringsapparaat, de hofhouding en het leger inhield. Hij beweerde ook dat de goden Jupiter en Hercules waandenkbeelden en door demonen gestuurde verzinsels waren om de mensheid in het verderf te storten. Het geconstrueerde pantheon of veelgodendom bracht niets dan onheil. Lactantius predikte de terugkeer naar de ware religie van de Ene God. Op deze manier wilde de auteur via zijn publicaties een ontwikkeld niet-christelijk publiek bereiken en weldenkende pagane lezers overtuigen van het vernieuwende en oorspronkelijke van het christendom.
Lactantius dreef ook de spot met het door hem geminachte door keizer Diocletianus uitgevaardigde edict edictum de pretiis rerum venalium dat tot een ontwrichting van de markt had geleid. Enerzijds bestreed hij deze keizer die zich de incarnatie van Jupiter noemde, anderzijds schilderde hij het prijzenedict af als godslasterlijke hoogmoed. In zijn publicatie De mortibus persecutorum, "Over de dood van de vervolgers" drijft hij ook de spot met Diocletianus. Hij was met name overijverig nieuwsgierig de toekomst te kennen door onderzoek van de  haruspex. Lactantius noemt hem een scrutator rerum futurarum of iemand die altijd de toekomst wil weten.

## Beoordeling
Lactantius werd door de kerkvader Hiëronymus en later in de Renaissance de christelijke Cicero genoemd. Hij werd gewaardeerd om zijn betrouwbare beschrijvingen van de christenvervolgingen. Zijn afwijzing van de Griekse filosofie werd in de Middeleeuwen minder gewaardeerd. Hij werd verdacht van sympathie voor het audianisme, een sekte die letterlijk geloofde dat God op mensen leek.

## Werken
- Divinae Institutiones ("Goddelijke onderwijzingen");
- Epitome divinarum institutionum ("Delen uit de goddelijke onderwijzingen");
- De opificio Dei ("Over Gods werk");
- De mortibus persecutorum ("Over de dood van de vervolgers"), een polemisch geschrift waarin hij verhaalt over de levens- en lijdensgeschiedenis en dood van een aantal Romeinse keizers die in zijn tijd christenen vervolgden;
- De ira Dei ("Over de toorn van God").

## Nederlandse vertalingen
- Lactantius, De dood van de vervolgers, vert. G.J.D.Aalders, 1988
- Lactantius, Over den dood der vervolgers, vert. H.C.A. Franses, 1941